# Дикесбах
Дикесбах (њем. Dickesbach) општина је у њемачкој савезној држави Рајна-Палатинат. Једно је од 96 општинских средишта округа Биркенфелд. Према процјени из 2010. у општини је живјело 444 становника. Посједује регионалну шифру (AGS) 7134019.

## Географски и демографски подаци
Дикесбах се налази у савезној држави Рајна-Палатинат у округу Биркенфелд. Општина се налази на надморској висини од 315 метара. Површина општине износи 4,9 km². У самом мјесту је, према процјени из 2010. године, живјело 444 становника. Просјечна густина становништва износи 90 становника/km².